# Operatives Geschwader
Operative Geschwader (russisch Оперативная эскадра - ОПЭСК) waren operativ-taktische Verbände der sowjetischen Marine und später der russischen Marine.

## Bestand
Zwischen 1967 und 1971 wurden folgende OpEsk aufgestellt.
- 5. Geschwader: es operierte im Mittelmeer und hatte Liegerechte im syrischen Hafen Tartus - ab 1982 operierte es in Flottillenstärke
- 7. Geschwader: es operierte im Atlantik und hatte Liegerechte in den Häfen von Guinea (Conakry), Guinea-Bissau, Benin (Cotonou), Kongo-Brazzaville und Angola (Luanda).
- 8. Geschwader: es operierte im Indischen Ozean und Persischen Golf, die Basis war der jemenitische Hafen Aden
- 10. Geschwader: es operierte im Pazifik vom vietnamesischen Hafen Haiphong aus.

## Aufgabe
In Friedenszeiten die Trägerkampfgruppen der US-Navy begleitend war ihre Aufgabe im Krisenfall die Bekämpfung der strategischen U-Boote des Gegners.
In ihrer Gefechtsstruktur waren sie an den jeweiligen Kriegsschauplatz angepasst. Die operativen Geschwader wurden entweder aus dem Bestand der benachbarten Flotten (7. Geschwader – Nordflotte, 10. Geschwader – Pazifikflotte) oder durch Abordnung aus allen Flotten (5. und 8. Geschwader) gebildet und bestanden überwiegend aus Überwasserkräften.
Im Jahre 1992 wurden das 5. und das 8., 1998 das 10. und 2005 das 7. Geschwader nach einer neuen Bedrohungsanalyse aufgelöst.